# دبیرستان پاسارگاد
دبیرستان پاسارگاد از مدارس مشهور منطقه کیانپارس اهواز است که پیش از انقلاب مدرسه آمریکایها بوده است و پس از انقلاب با نام دبیرستان کاشانی به فعالیت خود ادامه می‌دهد.